# Депутаты Национального собрания от департамента Приморская Сена

Депутаты департамента Приморская Сена по результатам выборов 2022 г.

Депутаты департамента Приморская Сена по результатам выборов 2017 г.

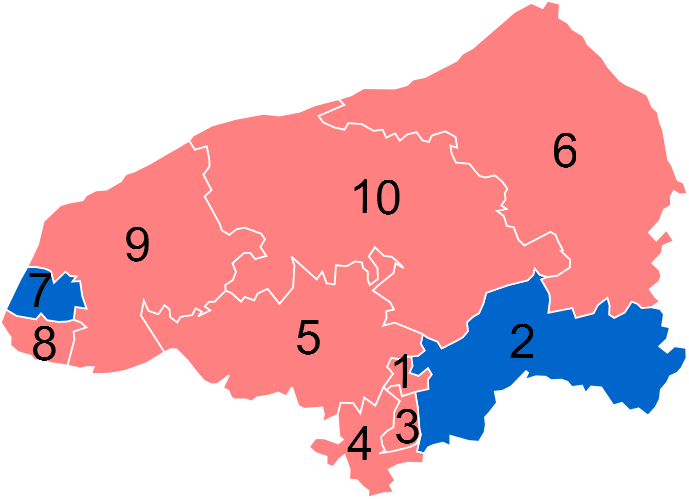
Депутаты департамента Приморская Сена по результатам выборов 2012 г.

|  | Номер округа | Депутат                  | Партия                   |
|  | ------------ | ------------------------ | ------------------------ |
|  | 1            | Флоранс Эруэн-Леоти      | Социалистическая партия  |
|  | 2            | Анни Видаль              | Возрождение              |
|  | 3            | Эдуар Бенар              | Коммунистическая партия  |
|  | 4            | Альма Дюфур              | Непокорённая Франция     |
|  | 5            | Жерар Лезёль             | Социалистическая партия  |
|  | 6            | Патрис Мартен            | Национальное объединение |
|  | 7            | Аньес Фирмен-Ле Бодо     | Горизонты                |
|  | 8            | Жан-Поль Лекок           | Коммунистическая партия  |
|  | 9            | Мари-Аньес Пусье-Венсбак | Горизонты                |
|  | 10           | Робер Ле Буржуа          | Национальное объединение |

|  | Номер округа | Депутат                  | Партия                  |
|  | ------------ | ------------------------ | ----------------------- |
|  | 1            | Дамьен Адан              | Вперёд, Республика!     |
|  | 2            | Анни Видаль              | Вперёд, Республика!     |
|  | 3            | Юбер Вюльфран            | Коммунистическая партия |
|  | 4            | Альма Дюфур              | Непокорённая Франция    |
|  | 5            | Жерар Лезёль             | Социалистическая партия |
|  | 6            | Себастьен Жюмель         | Коммунистическая партия |
|  | 7            | Аньес Фирмен-Ле Бодо     | Горизонты               |
|  | 8            | Жан-Поль Лекок           | Коммунистическая партия |
|  | 9            | Мари-Аньес Пусье-Венсбак | Горизонты               |
|  | 10           | Ксавье Батю              | Вперёд, Республика!     |

|  | Номер округа | Депутат                      | Партия                  |
|  | ------------ | ---------------------------- | ----------------------- |
|  | 1            | Дамьен Адан                  | Вперёд, Республика!     |
|  | 2            | Анни Видаль                  | Вперёд, Республика!     |
|  | 3            | Юбер Вюльфран                | Коммунистическая партия |
|  | 4            | Сара Силла                   | Вперёд, Республика!     |
|  | 5            | Кристоф Буйон / Жерар Лезёль | Социалистическая партия |
|  | 6            | Себастьен Жюмель             | Коммунистическая партия |
|  | 7            | Аньес Фирмен-Ле Бодо         | Республиканцы           |
|  | 8            | Жан-Поль Лекок               | Коммунистическая партия |
|  | 9            | Стефани Кербар               | Вперёд, Республика!     |
|  | 10           | Ксавье Батю                  | Вперёд, Республика!     |

|  | Номер округа | Депутат                      | Партия                                    |
|  | ------------ | ---------------------------- | ----------------------------------------- |
|  | 1            | Валери Фурнерон              | Социалистическая партия                   |
|  | 2            | Франсуаза Гего               | Республиканцы (Союз за народное движение) |
|  | 3            | Люс Пан                      | Социалистическая партия                   |
|  | 4            | Лоран Фабиус / Гийом Башле   | Социалистическая партия                   |
|  | 5            | Кристоф Буйон                | Социалистическая партия                   |
|  | 6            | Сандрин Юрель / Мари Ле Верн | Социалистическая партия                   |
|  | 7            | Эдуар Филипп                 | Республиканцы (Союз за народное движение) |
|  | 8            | Катрин Троаллик              | Социалистическая партия                   |
|  | 9            | Эстель Грелье / Жак Делери   | Социалистическая партия                   |
|  | 10           | Доминик Шовель               | Социалистическая партия                   |

|  | Номер округа | Депутат              | Партия                    |
|  | ------------ | -------------------- | ------------------------- |
|  | 1            | Валери Фурнерон      | Социалистическая партия   |
|  | 2            | Франсуаза Гего       | Союз за народное движение |
|  | 3            | Пьер Бургиньон       | Социалистическая партия   |
|  | 4            | Лоран Фабиус         | Социалистическая партия   |
|  | 5            | Кристоф Буйон        | Социалистическая партия   |
|  | 6            | Жан-Поль Лекок       | Коммунистическая партия   |
|  | 7            | Жан-Ив Бессела       | Союз за народное движение |
|  | 8            | Даниэль Поль         | Коммунистическая партия   |
|  | 9            | Даниэль Фидлен       | Союз за народное движение |
|  | 10           | Альфред Трасси-Пайог | Союз за народное движение |
|  | 11           | Сандрин Юрель        | Социалистическая партия   |
|  | 12           | Мишель Лежён         | Союз за народное движение |

|  | Номер округа | Депутат              | Партия                         |
|  | ------------ | -------------------- | ------------------------------ |
|  | 1            | Патрик Эр            | Союз за народное движение      |
|  | 2            | Пьер Альбертини      | Союз за французскую демократию |
|  | 3            | Пьер Бургиньон       | Социалистическая партия        |
|  | 4            | Лоран Фабиус         | Социалистическая партия        |
|  | 5            | Жан-Клод Батё        | Социалистическая партия        |
|  | 6            | Дени Мервиль         | Союз за народное движение      |
|  | 7            | Жан-Ив Бессела       | Союз за народное движение      |
|  | 8            | Даниэль Поль         | Коммунистическая партия        |
|  | 9            | Даниэль Фидлен       | Союз за народное движение      |
|  | 10           | Альфред Трасси-Пайог | Союз за народное движение      |
|  | 11           | Эдуар Лево           | Союз за народное движение      |
|  | 12           | Мишель Лежён         | Союз за народное движение      |